# Drvodělka fialová
Drvodělka fialová (Xylocopa violacea) je zástupce blanokřídlého hmyzu. Tento druh drvodělek má lesklé černé tělo s krátkými tmavošedými chlupy. Křídla jsou tmavá a lesklá. Hmyz je dlouhý až 3 cm s rozpětím křídel asi 4 cm. Samci mají tykadla s mírně zahnutou špičkou. Nohy má silně ochlupené. Jedinci obou pohlaví zimují a na jaře se pak páří. Hnízdí v mrtvém dřevě. Vykouše asi 13 mm širokou svislou chodbu, která může přesahovat délku 30 cm. Larvy zásobuje směsí pylu a nektaru. Druh se vyskytuje především v jižní části střední Evropy, ve Středomoří a ve střední Asii. V Česku je nejhojnější na Moravě.